# Lower Burrell
Lower Burrell is een plaats (city) in de Amerikaanse staat Pennsylvania, en valt bestuurlijk gezien onder Westmoreland County.

## Demografie
Bij de volkstelling in 2000 werd het aantal inwoners vastgesteld op 12.608. In 2006 is het aantal inwoners door het United States Census Bureau geschat op 12.350, een daling van 258 (-2,0%).

## Geografie
Volgens het United States Census Bureau beslaat de plaats een oppervlakte van 30,6 km², waarvan 29,9 km² land en 0,7 km² water.

## Plaatsen in de nabije omgeving
De onderstaande figuur toont nabijgelegen plaatsen in een straal van 8 km rond Lower Burrell.